# Nordmakedonsk Superliga i håndbold (mænd)
Nordmakedonsk Superliga i håndbold er mændenes toprække i håndbold i Nordmakedonien.